# Carlo Tessiore
Carlo Tessiore, italijanski general, * 1890, † 1945.